# British Empire and Commonwealth Games 1954/Boxen
Die  5. Boxwettkämpfe der Herren bei den British Empire and Commonwealth Games 1954 wurden vom 30. Juli bis zum 7. August im kanadischen Vancouver ausgetragen. Insgesamt wurden 30 Medaillen in 10 Gewichtsklassen verbeben. 

## Medaillengewinner
| Klasse                         | Gold                             | Silber                       | Bronze                          |
| ------------------------------ | -------------------------------- | ---------------------------- | ------------------------------- |
| Fliegengewicht (- 51 kg)       | Dick Currie Schottland           | Abe Bekker Nordrhodesien     | Warner Batchelor Australien     |
| Bantamgewicht (- 54 kg)        | John Smillie Schottland          | Gordon Smith Südrhodesien    | Abubakar Idi Garuba Nigeria     |
| Federgewicht (- 57 kg)         | Leonard Leisching Südafrika      | Malcolm Collins Wales        | Dave Charnley England           |
| Leichtgewicht (- 60 kg)        | Piet van Staden Südrhodesien     | Frank McQuillan Schottland   | Brian Cahill Australien         |
| Superleichtgewicht (- 63,5 kg) | Mickey Bergin Kanada             | Aubrey Harris Südrhodesien   | John Duguid Australien          |
| Weltergewicht (- 67 kg)        | Nicholas Gargano England         | Rodney Litzow Australien     | Hendrik van der Linde Südafrika |
| Superweltergewicht (- 71 kg)   | Wilf Greaves Kanada              | Freddy Wright Südrhodesien   | Bruce Wells England             |
| Mittelgewicht (- 75 kg)        | Johannes van der Kolff Südafrika | Arthur Crawford Südrhodesien | Marcel Piau England             |
| Halbschwergewicht (- 81 kg)    | Piet van Vuuren Südafrika        | Tony Madigan Australien      | Bill Misselbrook Kanada         |
| Schwergewicht (+ 81 kg)        | Brian Harper England             | Gerry Buchanan Kanada        | George Jenkins Südafrika        |

## Medaillenspiegel
| Rang | Land                  | Gold | Silber | Bronze | Gesamt |
| ---- | --------------------- | ---- | ------ | ------ | ------ |
| 1    | Südafrikanische Union | 3    | 0      | 2      | 5      |
| 2    | Kanada                | 2    | 1      | 2      | 5      |
| 3    | Schottland            | 2    | 1      | 0      | 3      |
| 4    | England               | 2    | 0      | 2      | 4      |
| 5    | Südrhodesien          | 1    | 4      | 0      | 5      |
| 6    | Australien            | 0    | 2      | 3      | 5      |
| 7    | Nordrhodesien         | 0    | 1      | 0      | 1      |
| 7    | Wales                 | 0    | 1      | 0      | 1      |
| 9    | Nigeria               | 0    | 0      | 1      | 1      |
|      | Total                 | 10   | 10     | 10     | 30     |